# 北岸與西線
北岸與西線（英語：North Shore & Western Line）（T1）是悉尼列車的一條路線，服務悉尼北岸、部分內西區及西部近郊。定線由貝羅拉開始，經過北岸康士比、車士活及北悉尼等地區，再經悉尼中央車站，途經西部巴拉馬打等地區，並在黑鎮分支向西往鴯鶓坪或西北往列治文。

## 車站列表
| 車站名稱                                   | 車站編碼 | 距離中央站（km） | 啟用歷史 | TravellPass區域 | 區域                                       | 接駁 | 前車站名稱 |
| 列車進入南面範圍後便是西線                 |          |                  | |                 |                                            | | |
| 市環線                                     |          |                  | |                 |                                            | | |
| 悉尼中央 Central                           | SBO      | 0                | 1855年9月26日 （原址） 1906年8月5日 （現址）                                                                                  | 紅              | 中央、草莓山、 勾恬冒、沙域山              | ■東郊及伊拉瓦拉線、■班克斯鎮線、 ■內西線、■東山及機場線、 ■南線、■西線、 ■北岸線、■北線、 ■奧林匹克公園線、 ■南海岸線、■南高地線 （有限度服務） ■藍山線、 ■紐卡素及中海岸線 | - 悉尼（Sydney） （1855-1926） |
| 市政廳 Town Hall                           | THL      | 1.213            | 1932年2月28日 | 紅              | 悉尼都會區，達令港                         | ■東郊及伊拉瓦拉線、■班克斯鎮線、 ■內西線、■東山及機場線、 ■南線 、 ■北線、 ■南海岸線、 （只限繁忙時間） ■藍山線 （只限繁忙時間）                                            | |
| 北岸線                                     |          |                  | |                 |                                            | | |
| 溫亞 Wynyard                               | MPC      | 2.050            | 1932年2月28日 | 紅              | 悉尼都會區                                 | ■班克斯鎮線、■內西線、 ■機場暨東山線 ■南線 、■北線 | |
| 米臣角 Milsons Point                       | MPT      | 4.440            | 1893年5月1日 （原址） 1915年5月30日 （第二站址） 1915年7月13日 （第三站址） 1924年7月28日 （第四站址） 1932年2月28日 （現址） | 紅              | 米臣角                                     | ■北線 | |
| 北悉尼 North Sydney                        | NSY      | 5.130            | 1932年3月20日 | 紅              | 北悉尼                                     | ■北線 | |
| 威化頓 Waverton                            | WVT      | 6.110            | 1893年5月1日 | 紅              | 威化頓                                     | ■北線 | 海灣道 （Bay Road）（1893-1929） |
| 窩史東加乎 Wollstonecraft                  | WSC      | 7.180            | 1893年5月1日 | 紅              | 窩史東加乎                                 | ■北線 | 艾活道 〈Edwards Road〉 （1893-1900） |
| 聖利納茲 St Leonards                       | SNL      | 8.410            | 1890年1月1日 | 紅              | 聖利納茲， 哥爾山 （Gore Hill）， 格林威治 | ■北線 | |
| 阿它門 Artarmon                            | ATO      | 10.300           | 1898年7月6日 （原址） 1900年10月7日 （現址）                                                                                  | 紅              | 阿它門                                     | ■北線 | |
| 車士活 Chatswood                           | CHW      | 11.650           | 1890年1月1日 | 紅              | 車士活                                     | ■北線 | |
| 露斯圍 Roseville                           | RVL      | 13.270           | 1890年1月1日 | 黃              | 露斯圍                                     | | 羅斯圍 （Rossville） （1890） |
| 蓮菲特 Lindfield                           | LDD      | 14.6             | 1890年1月1日 | 黃              | 蓮菲特                                     | | |
| 奇拉華 Killara                             | KLA      | 15.890           | 1899年10月1日 | 黃              | 奇拉華                                     | | |
| 哥頓 Gordon                                | GDO      | 17.120           | 1890年1月1日 | 黃              | 哥頓                                       | | |
| 派吾佈 Pymble                              | PYB      | 18.900           | 1890年1月1日 | 黃              | 派吾佈                                     | | |
| 突華姆華 Turramurra                        | TMU      | 20.820           | 1890年1月1日 | 黃              | 突華姆華                                   | | 東部道 （Eastern Road） （1890） |
| 華亞偉 Warrawee                            | WWE      | 21.890           | 1900年8月1日 | 黃              | 華亞偉                                     | | |
| 華雍加 Wahroonga                           | WHG      | 22.770           | 1890年1月1日 | 黃              | 華雍加                                     | | 比斯角 （Pearces Corner） （1890） |
| 偉它華 Waitara                             | WTA      | 24.210           | 1895年4月20日 | 黃              | 偉它華                                     | | |
| 康士比 Hornsby                             | HBY      | 33.860           | 1886年9月17日 | 粉紅            | 康士比                                     | ■北線、 ■紐卡素及中海岸線 | 康士比 （Hornsby） （1886-1894） 康士比聯運 （Hornsby Junction） （1894-1900）                                                                             |
| 主北線                                     |          |                  | |                 |                                            | | |
| 阿斯鉗 Asquith                             | ASQ      | 35.690           | 1915年11月1日 | 紫              | 阿斯鉗                                     | | |
| 高那峰 Mount Colah                         | MOC      | 37.680           | 1887年7月1日 | 紫              | 高那峰                                     | | 高那 （Colah） （1887-1906） |
| 顧林凱峰 Mount Kuring-gai                  | MKI      | 40.670           | 1901年10月5日 （原址） 1974年12月8日 （現址）                                                                                 | 紫              | 顧林凱峰                                   | | 顧林凱 （Kuring-gai） （1901-1904） |
| 包奧華 Berowra                             | BEW      | 44.660           | 1887年4月7日 | 紫              | 包奧華                                     | ■紐卡素及中海岸線 | |
| 交灣 Cowan [NSLpeak][SP4]                  | CWN      | 48.810           | 1890年 | 紫              | 交灣                                       | ■紐卡素及中海岸線 | |
| 霍斯貝利河 Hawkesbury River [NSLpeak]      | HKR      | 57.400           | 1870年 | -               | 布魯克林                                   | ■紐卡素及中海岸線 | 比茲渡口 （Peats Ferry） （1870-1888） 布魯克林 Brooklyn （1888-1889） 霍斯貝利河 （Hawkesbury River） （1889-1890） 霍斯貝利 （Hawkesbury） （1890-1906） |
| 威威 Woy Woy [NSLpeak]                     | WOY      | 72.620           | 1889年2月1日 | -               | 威威                                       | ■紐卡素及中海岸線 | |
| 搭斯崗 Tascott [NSLpeak] [SP1r]            | TSC      | 76.910           | 1905年10月 | -               | 搭斯崗                                     | | |
| 奇尼角 Point Clare [NSLpeak][SP4]          | PCL      | 78.050           | 1891年6月28日 | -               | 奇尼角                                     | ■紐卡素及中海岸線 | |
| 高士福 Gosford [NSLpeak]                   | GOS      | 80.910           | 1887年8月15日 | -               | 高士福                                     | ■紐卡素及中海岸線 | |
| 那華華 Narara [NSLpeak][SP4]               | NRR      | 84.600           | 1887年8月15日 | -               | 那華華                                     | ■紐卡素及中海岸線 | |
| 尼亞加拉華公園 Niagara Park [NSLpeak][SP4] | NIA      | 86.190           | 1902年10月 | -               | 尼亞加拉華公園                             | ■紐卡素及中海岸線 | 突杜拉 （Tundula） （1902） |
| 利沙露 Lisarow [NSLpeak][SP4]              | LRW      | 87.730           | 1887年10月31日 | -               | 利沙露                                     | ■紐卡素及中海岸線 | 珍溪士側線 （Jenkins Siding） （1892-1902） 懷俄明 （Wyoming） （1902）                                                                                    |
| 俄音巴 Ourimbah [NSLpeak][SP4]             | OUR      | 90.610           | 1887年8月15日 | -               | 俄音巴                                     | ■紐卡素及中海岸線 | |
| 突加亞 Tuggerah [NSLpeak]                  | TGG      | 98.540           | 1890年 | -               | 突加亞                                     | ■紐卡素及中海岸線 | |
| 懷昂 Wyong [NSLpeak]                       | WYG      | 101.080          | 1887年8月15日 | -               | 懷昂                                       | ■紐卡素及中海岸線 | |

附註

a 如在此站下車需在上車事先通知車長
SP2 乘客在此站下車需在列車最後兩卡下車
SP3 乘客在此站下車需在列車最後三卡下車
SP4 乘客在此站下車需在列車最後四卡下車
NSLpeak 此站只會在星期一至五和繁忙時間才有北岸線列車服務